# Cacciatoia

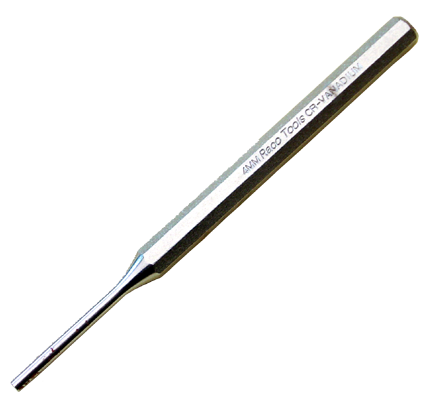
Cacciatoia in acciaio al cromo-vanadio

Una cacciatoia (o cacciachiodi) è uno strumento cilindrico, normalmente realizzato in metallo duro, della lunghezza di 150/180 mm.
Presenta un'estremità di diametro maggiore (a sezione circolare od esagonale), identificabile come impugnatura e l'altra estremità più sottile e con la punta piana.
Viene utilizzata nella lavorazione del legno quando un chiodo piantato sporge dalla superficie o quando la vista della testa del chiodo stesso risulti essere anti-estetica.
Si opera impugnandola con la mano sinistra ed appoggiando la punta dell'attrezzo sulla testa del chiodo. Percuotendo a colpi secchi con un martello, la punta pianta ulteriormente il chiodo fino ad affogarlo nel legno. Con la successiva operazione di stuccatura viene mascherata completamente la presenza del chiodo stesso.
Per questa sua funzione, la cacciatoia è conosciuta in falegnameria anche con il nome di  cacciachiodi, oppure, se viene utilizzata per chiodi di piccolo diametro, di cacciaspilli.
In meccanica è conosciuta invece con il nome di cacciaspine, in quanto la sua funzione è quella di riuscire a battere una spina fuori dal suo alloggiamento.